# مردی با مشت‌های آهنین
مردی با مشت‌های آهنین (به انگلیسی: The Man with the Iron Fists) فیلمی آمریکایی در ژانر هنرهای رزمی محصول سال ۲۰۱۲ و به نویسندگی و کارگردانی رزا است. بازیگرانی همچون راسل کرو، لوسی لیو، ریک یان، رزا، دیوید باتیستا و جمی چانگ در این فیلم ایفای نقش کرده‌اند. مردی با مشت‌های آهنین توسط یونیورسال استودیوز در ۲ نوامبر ۲۰۱۲ در ایالات متحده به نمایش درآمد.